# بيات الكويري
بيات الكويري (مواليد 11 أبريل 2005) لاعب كرة قدم موريتاني يلعب في نادي لوزان المنافس ضمن أندية الدوري السوبر السويسري منذ فبراير 2025، قادما من نادي ايسترا الكرواتي، ويلعب مع منتخب موريتانيا لكرة القدم منذ يناير 2022، وقد استُدعي لصفوف المنتخب لبطولة كأس أمم أفريقيا 2021 وهو بسن 16 عاما فقط، فكان أصغر لاعب في البطولة وقتها. وقد أوردته صحيفة الغارديان البريطانية عام 2022 ضمن 60 موهبة كروية يتوقع لها التألّق في السنوات اللاحقة.

## المسيرة الكروية
انضمّ في شهر فبراير 2025 لصفوف نادي لوزان الناشط في الدوري السويسري الممتاز قادما من نادي إسترا 1961 الكرواتي، بعقد يمتد لثلاثة مواسم، مقابل مبلغ قدّرته وسائل الإعلام بنحو مليونيْ يورو.

## وصلات خارجية
- بيات الكويري على فرق كرة القدم الوطنية.كوم
- بيات الكويري  على سكروي
- بيات الكويري على الأرشيف الرياضي العالمي